# Хасан Рзаев
 Хасан Хюсейн Оглу Рзаев е азербайджански класически композитор, перкусионист, диригент и педагог, професор по ударни инструменти.

## Биография
Роден е на 6 юни 1928 г. в Азербайджанска ССР в семейство с традиции в изкуството и културата. Неговият баща Хюсейн Рзаев е театрален режисьор в столицата Баку, а майка му Франгис Ализад е оперна певица. Неговият брат Азер Рзаев е професор по цигулка.
X. Рзаев изучава ударни инструменти от ранна възраст и благодарение на баща си участва като дете-актьор в редица оперни постановки. Сред най-ранните му участия е в операта „Лейли и Меджнун“. През 1953 година завършва Азеpбайджанската държавна консерватория „Юзеир Гаджибайли“ в Баку със специалност „Ударни инструменти“ при В. Черни и като втора специалност „Композиция“ при Б. И. Зейдмън.
Развива активна преподавателска дейност, става един от първите професори по ударни инструменти в страната, а също заема редица административни длъжности като ръководител катедра и декан на Инструментален факултет. Като композитор Рзаев развива репертоара за ударни инструменти, а също така пише оперна и симфонична музика.
Сред най-популярните му произведения са симфоничната рапсодия „Чахаргях“, а също „Скерцо“ за ксилофон и оркестър и „Концертино“ за ксилофон и оркестър.
От 1957 до 1962 г. ръководи поп групата „Ние в Баку“, през периода от 1962 до 1957 г. е главен диригент на акомпаниращия симфоничен оркестър към Държавен цирк „Баку“. Рзаев почива в Баку, Азербайджан през 2000 г.

## Творчество
Произведения:
- Oперaта „Разведеният Гюлджемал“ (1961 г.),
- Увертюра (1950 г.),
- Симфония „Бабек“ (1953 г.),
- Тройна фуга (1953 г.),
- симфонична поема „На дългия бряг“ (1956 г.),
- „Освобожденска картина“ по драмата на Д. Дябарл „Севил“ (1965 г.),
- „Шаяк от арабския нефт“ (1966 г.),
- „Елементи“ (1966 г.),
- „Бойна приятелка“ (1967 г.),
- Концерт за туба и оркестър (първа редакция 1956 г., втора редакция 1975 г.),
- Скерцо за ксилофон и оркестър (1954 г.),
- Концертино за ксилофон и оркестър (1975 г.),
- „Посвещение“ по текст на С. Аленд (1973 г.),
- „Гласът на майката“ по текст на Глеснер (1975 г.),
- „Балада за каспийския нефт“ за глас и оркестър по текст на А. Асланова и К. Киркорян,
- „Гласът на Африка“ и „Така ще е живял“ за глас и оркестър по текст на Т. Бабаев (1973 г.),
- „Две пиеси“ за цигулка и пиано (1948 г.),
- Сонатина за цигулка и пиано (1950 г.),
- Сонатина за пиано (1966 г.),

както и поп музика, сборник с 26 инструментални пиеси, а също песни по текст на Н. Гянджев, Т. Муталибов, И. Сафарли и Д. Утешвой.